# Teoria do campo conformal
A teoria do campo conformal (CFT) é um subconjunto das teorias quânticas de campo. Ela é uma teoria de campo a qual é invariante sob essas transformações. Isto significa que a física da teoria parece a mesma em todas as escalas de comprimento. Teorias campo conforme se importa com os ângulos, mas não com as distâncias. 
Teoria do campo conformal é importantes aplicações na teoria das cordas, mecânica estatística e física da matéria condensada. Ela tem sido uma estrutura necessária para a compreensão dos tipos de física que se pode esperar da teoria das cordas, por que observou-se, nos anos 60, que determinadas propriedades (massas ao quadrado para as ressonâncias que se elevavam de forma linear com o momento angular) da espectroscopia hadrônica se assemelhava as excitações de uma corda relativista sem massa. Também é muito importante no comportamento de longa distância de um sistema mecânico estatístico a uma transição de fase de segunda ordem (um ponto crítico) que é descrita por uma teoria de campo conformal, assim como nas teorias de campo topológicas tridimensionais.